# Papyrius
Papyrius es un género de hormigas, familia Formicidae. Se distribuyen por Australasia. Viven en zonas boscosas y hacen nidos en madera muerta.

## Especies
Se reconocen las siguientes:
- Papyrius flavus (Mayr, 1865)
- Papyrius nitidus (Mayr, 1862)